# Your Uncle Dudley
Pour plus de détails, voir Fiche technique et Distribution.
Your Uncle Dudley (littéralement, Votre oncle Dudley) est un film américain réalisé par Eugene Forde et James Tinling, sorti en 1935.

## Synopsis
L'histoire suit Horton, un honnête citoyen, qui a fait beaucoup de bonnes œuvres mais posède aussi beaucoup de dettes.

## Fiche technique
- Titre : Your Uncle Dudley
- Réalisation : Eugene Forde et James Tinling
- Scénario : Joseph Hoffman (en) et Dore Schary, d'après une pièce de Howard Lindsay et Bertrand Robinson
- Photographie : Harry Jackson
- Montage : Louis R. Loeffler
- Musique : Samuel Kaylin (en)
- Direction artistique : Duncan Cramer (en), Albert Hogsett
- Décors :
- Costumes : Alberto Luza
- Son : George Leverett (en)
- Producteur : Edward T. Lowe Jr.
- Société de production : 20th Century Fox
- Société de distribution : 20th Century Fox
- Pays de production :  États-Unis
- Langue : Anglais américain
- Format : Noir et blanc — 35 mm — 1,37:1 — Son : Mono (Western Electric Noiseless Recording)
- Genre : Comédie
- Durée : 70 minutes (1 h 10)
- Date de sortie : 
  - États-Unis : 13 décembre 1935

## Distribution
- Edward Everett Horton : Dudley Dixon
- Lois Wilson : Christine Saunders
- John McGuire (en) : Robert Kirby
- Rosina Lawrence : Ethel Church
- Alan Dinehart : Charlie Post
- Marjorie Gateson : Mabel Dixon
- William Benedict (en) : Cyril Church
- Florence Roberts : Janet Dixon
- Jane Barnes : Marjorie Baxter